# Allan Maher
Allan Maher (ur. 21 lipca 1950) – australijski piłkarz. Grał na pozycji bramkarza. Był członkiem kadry Australii na Mundialu 1974, który odbywał się w RFN.

## Kariera klubowa
Allan Maher karierę piłkarską rozpoczął w małym klubie North Rocks. W 1969 roku przeszedł do Sutherland Sharks i grał w nim z małą przerwą do 1974 roku. Od 1975 roku występował w Marconi Sydney i grał w nim do końca kariery, którą zakończył w 1984 roku. Z Marconi zdobył mistrzostwo Australii 1979 oraz Puchar Australii 1980.

## Kariera reprezentacyjna
Allan Maher występował w reprezentacji Australii w latach 1974–1981. W 1974 roku był członkiem kadry Australii na Mistrzostwa Świata. Na Mundialu w RFN był rezerwowym i nie wystąpił w żadnym spotkaniu. W reprezentacji zadebiutował dwa lata później 22 października 1976 roku w meczu towarzyskim z reprezentacją Singapuru. Uczestniczył w przegranych eliminacjach Mistrzostw Świata 1978 oraz Mistrzostw Świata 1982. Ostatni raz w reprezentacji Maher wystąpił 26 lipca 1981 w eliminacyjnym meczu do MŚ 1982 przeciwko reprezentacji Fidżi. Ogółem w latach 1976–1981 Maher wystąpił w reprezentacji 21 razy.